# Makoto Fukui
Makoto Fukui (n. 28 februarie 1940, Prefectura Shimane, Japonia – d. 18 octombrie 1992) a fost un înotător ce a reprezentat Japonia, medaliat olimpic. A participat la 2 ediții ale Jocurilor Olimpice (1960, 1964) în care a câștigat o medalie de argint și o medalie de bronz.